# Taq taq
Taq taq (kurdiska تەق تەق) är en stad i provinsen Arbil i Irakiska Kurdistan.